# Jäger-Regiment zu Pferde Nr. 11

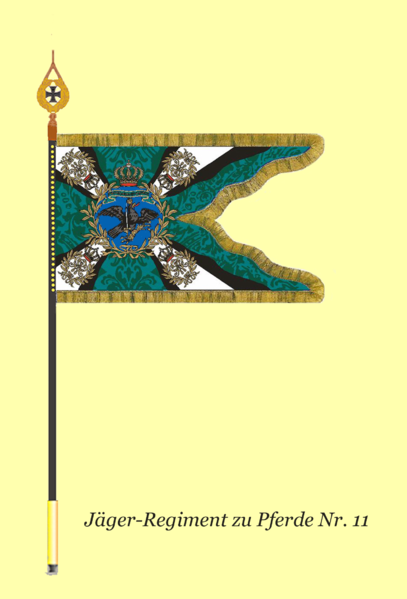
Regimentsstandarte

Das Jäger-Regiment zu Pferde Nr. 11 war ein Kavallerieverband der Preußischen Armee.

## Geschichte

### Aufstellung
Zum 1. Oktober 1913 (Stiftungstag) wurde durch Allerhöchste Kabinetts-Order (A.K.O.) die Aufstellung des Jäger-Regiments zu Pferde Nr. 11 mit fünf Eskadronen befohlen.
Dazu mussten abgeben:
- das Ulanen-Regiment Nr. 16 die 4. Eskadron
- das Regiment Königs-Jäger zu Pferde Nr. 1 die 3. Eskadron
- das Dragoner-Regiment Nr. 8 die 3. Eskadron
- das Husaren-Regiment Nr. 12 die 3. Eskadron
- das Husaren-Regiment Nr. 6 die 5. Eskadron

Das Regiment war in Tarnowitz stationiert und bildete gemeinsam mit dem Ulanen-Regiment „von Katzler“ (Schlesisches) Nr. 2 die 44. Kavallerie-Brigade in Gleiwitz unter Oberst Albert von Mutius.

### Erster Weltkrieg
Nach der Mobilmachung im Juli 1914 übernahm das Regiment den Schutz der Grenze zu Russland in Oberschlesien. Danach verlegte es in den Westen, wo es an den Gefechten von Neufchâteau und Tintigny teilnahm. Bis August 1915 versah das Regiment gemäß seinem Auftrag Kurier- und Meldedienste, bis es im September 1915 in der Gegend von Vimy und Arras infanteristisch eingesetzt wurde. Zu Beginn des Jahres 1916 wurde das Regiment an den östlichen Kriegsschauplatz verlegt, wo man es zur Grenzsicherung in Kurland, Litauen und Russisch Polen verwendete. Dieses schloss auch die Bekämpfung von Zusammenschlüssen bewaffneter russischer Deserteure und sonstiger, nicht dem Kombattantenstatus angehörender bewaffneter Gruppierungen der Bevölkerung ein.
Am 31. Januar 1919 wurde das Regiment in Tarnowitz aufgelöst.
Die Tradition des Regiments übernahm 1921 in der Reichswehr die Ausbildungs-Eskadron des 8. (Preußisches) Reiter-Regiments in Brieg.

## Uniform
Der Waffenrock war aus gaugrünem Tuch mit schwedischen Aufschlägen und gelben Knöpfen. Kragen, Vorstöße und Aufschläge waren hellgrün, die Abzeichenfarbe hellblau. Auf den Schulterstücken befand sich die Regimentsnummer. Das Lederzeug war schwarz. Offiziere trugen den Kürassierhelm mit Dragoneradler, Mannschaften und Unteroffiziere den Dragonerhelm. Allgemein wurden die Dragonerstiefel verwendet. Das Bandelier war nur für Offiziere vorgesehen.
Da der bei der Aufstellung der Regimenter für die Mannschaften vorgesehene Kürassierhelm – aus geschwärztem Stahlblech wie für die ersten sieben Regimenter, jedoch mit Beschlägen aus Tombak anstatt von Neusilber – nicht zur Verfügung standen, wurden diese Regimenter mit dem Dragonerhelm ausgerüstet. Erst 1915 erfolgte die Umrüstung auf die ursprünglich geplante Ausstattung.
Lanzenflagge: Weiß-Schwarz

## Kommandeure
| Dienstgrad           | Name                 | Berufung        | Abberufung   |
| -------------------- | -------------------- | --------------- | ------------ |
| Major/Oberstleutnant | Emmo von Roden       | 1. Oktober 1913 | 7. Juli 1916 |
| Major                | Arthur von Negenborn | 8. Juli 1916    | 1919         |